# قنيطسة أحادية السداة
القنيطسة أحادية السداة (باللاتينية: Anacyclus monanthos) نوع نباتي يتبع جنس القنيطسة من الفصيلة النجمية.

## الموطن والانتشار
النبات واطن في بلاد الشام ومصر والمغرب العربي.